# Pałac Tomasza Zielińskiego w Kielcach
Pałac Tomasza Zielińskiego – zabytkowy obiekt w centrum Kielc położony tuż obok Pałacu Biskupów Krakowskich przy ulicy Zamkowej. W skład wnętrza pałacyku wchodzi kilkanaście pomieszczeń, m.in.: Sala Koncertowa, Sala Klubowa, Sala Portretowa, kawiarnia, biblioteka, dwie baszty, oranżeria. Wokół pałacyku znajduje się ogród, na terenie którego znajduje się studnia z daszkiem, słup pamiątkowy, a w okresie letnim mieści się tu kawiarenka pod parasolami. Całość jest otoczona różnej wysokości murem z otworami strzelniczymi. Na murze znajduje się mała baszta zwana „Plotkarką”.
Pałacyk swą nazwę zawdzięcza Tomaszowi Zielińskiemu, który w latach 1847–1858 dzierżawił ten obiekt od rządu i przekształcił go w kompleks pałacowo-ogrodowy. W trakcie swojego pobytu urządził w pałacyku muzeum oraz ośrodek mecenatu artystów, w którym gościł znanych malarzy: Józefa Szermentowskiego, Januarego Suchodolskiego, Wojciecha Gersona i Franciszka Kostrzewskiego. Od 1985 roku jest to siedziba Domu Środowisk Twórczych, który organizuje w tym miejscu wystawy prac, koncerty oraz spotkania z ludźmi sztuki, nauki i polityki.
W skład zabytkowego zespołu pałacyku, wpisanego do rejestru zabytków nieruchomych (nr rej.: A.379/1-3 z 3.01.1970), oprócz pałacu, należą:
- oficyna wybudowana w latach 1848–1856,
- oranżeria z lat 1851–1856,
- ogrodzenie, mur z bramą i basztą „Plotkarką” z lat 1850–1856,
- ogród z XVIII w., przebudowany w 1854 r.

Koło pałacyku przechodzi  czerwony szlak miejski prowadzący przez zabytkowe i ciekawe turystycznie miejsca miasta Kielce.

## Linki zewnętrzne

panorama ~240° od ul. Zamkowej, 22 lipca 2018 r.

panorama ~240° od ogrodu, od strony południowej, 22 lipca 2018 r.